# Carl Johanson (född 1906)
Carl Herbert Johanson, född 28 december 1906 i Halmstad, död där 13 mars 1993, var en svensk verktygsarbetare, grafiker, tecknare och målare.
Han var son till smeden Johan Johansson och Petronella Johanson och från 1933 gift med Ellen Winberg. Johansson studerade vid Börje Hovedskous målarskola i Göteborg 1947, Valands målarskola 1948–1949 samt vid Konstakademiens etsningsskola 1951. Separat ställde han bland annat ut i Halmstad och Helsingborg. Han medverkade i samlingsutställningar med Hallands konstförening sedan 1949. Hans konst består huvudsakligen av grafiska blad med figurer och landskap. Han tilldelades Halmstad konstförenings stipendium 1966. Johansson är representerad vid Moderna museet i Stockholm med tre grafiska blad och vid Söndrums bibliotek.